# Köd

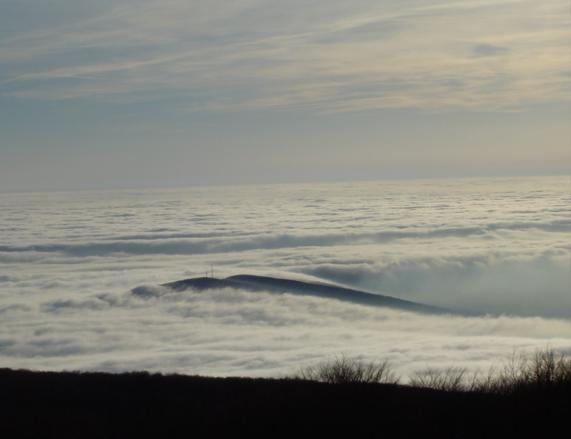
Ködfelhő Gyöngyös felett

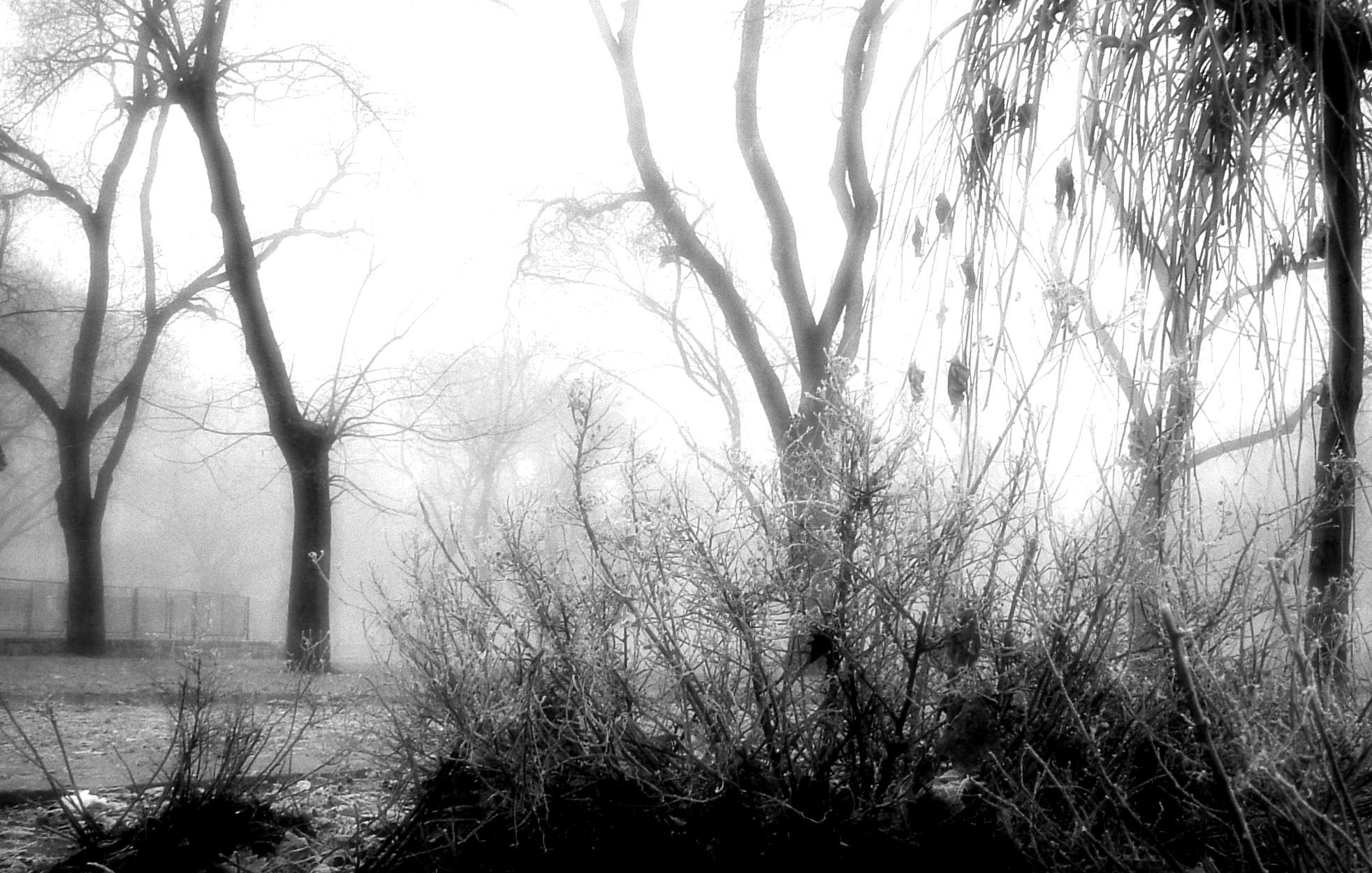
Budapest VIII. kerületében

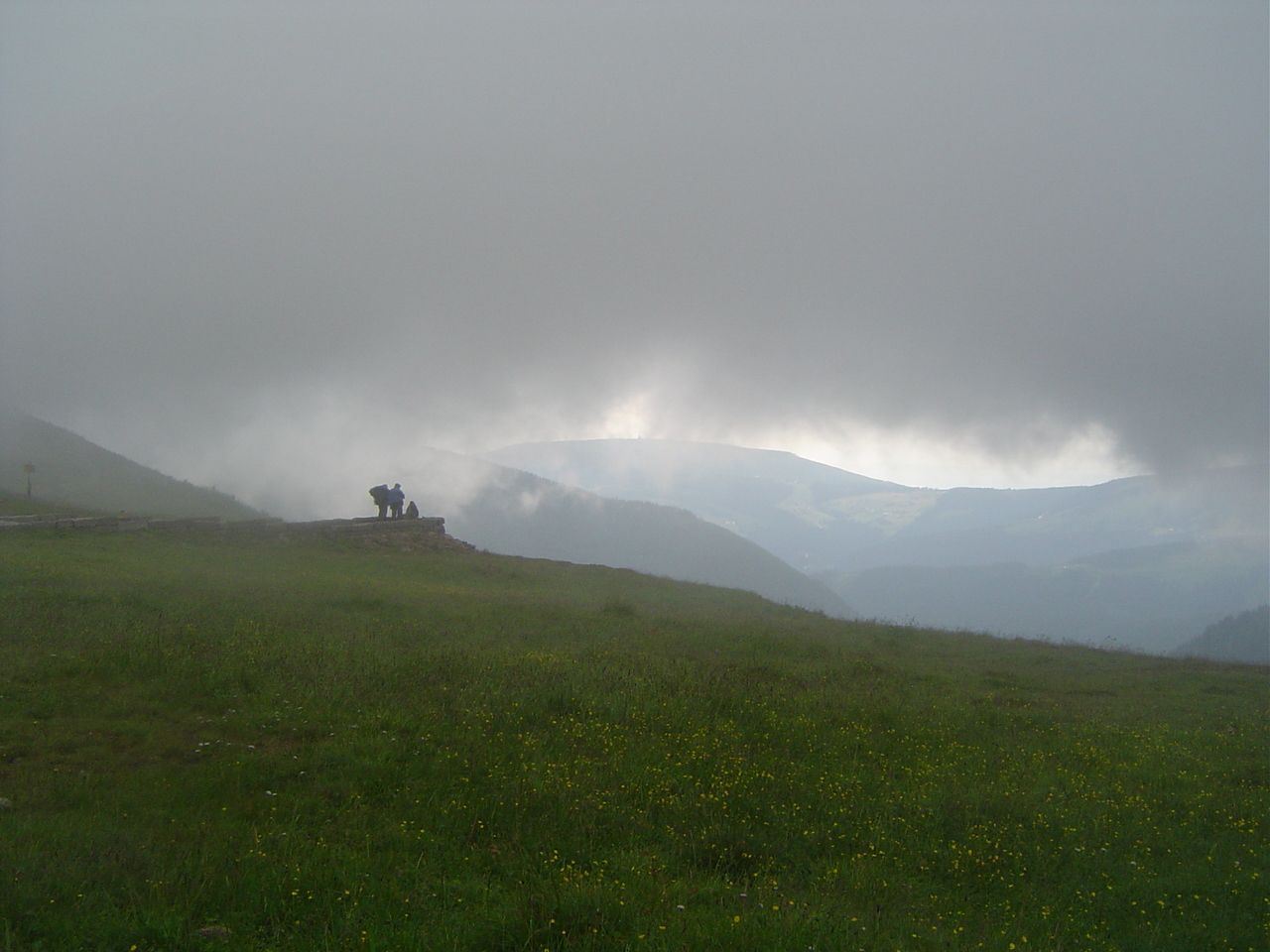
Ködfelhő alatt a csehországi Óriáshegységben

A köd a levegő páratartalmának egyik megjelenési formája. Lényegében olyan réteges felépítésű felhő, melynek alapja a földfelszínt éri. Köd esetén a látótávolság 1 km-nél kisebb. Ha ennél több, akkor a jelenséget párásságnak nevezzük.

## Ködképződés
A köd a levegőben állandóan jelenlevő vízgőz, vagyis páratartalom kicsapódási formája. A levegő ilyenkor annyira lehűl, hogy hőmérséklete megközelíti a harmatpontot, és ennek következtében a páratartalom kicsapódik. A kialakuló vízcseppecskék mérete mintegy a milliméter ezredrésze, ezért lebegnek a levegőben. A vízcseppekből kialakuló pára a levegő átláthatóságát rontja.
Felhő és köd között nincsen lényeges különbség, például a hegyet burkoló köd alulról felhőnek látszik.
A köd kialakulásának folyamata lehet:
- a levegőbe történő bepárolgás
- a levegő lehűlése
- két különböző hőmérsékletű, de a telítési viszonyokhoz közel álló levegő keveredése

A fenti okok sokszor kombináltan jelentkeznek. Ezek a folyamatok önmagukban nem elegendőek a köd létrehozásához, ahhoz szükség van elegendő vízgőztartalomra, kondenzációs magra és kellő szélsebességre.
A lehűlés módja szerint beszélhetünk nyugvó és áramló ködről.
A talajmenti lehűlésnek háromféle oka lehet:
- a nyugalomban lévő levegő alatt a földfelszín kisugárzás útján lehűl
- az áramlásban lévő levegő hideg felszín felett halad át
- az áramló levegőt a hegyek, dombok felszíne emelkedésre kényszeríti, és benne adiabatikus (hőcserementes) lehűlés lép fel

A háromféle létrehozó ok alapján megkülönböztetünk:
- kisugárzási ködöt
- advekciós ködöt
- lejtőködöt

### Nyugvó vagy kisugárzási köd, páraköd
Közvetlen oka, hogy a hideg levegő meleg vízfelszín fölé kerül.
A nyugvó, vagy kisugárzási köd (páraköd) a leggyakoribb ködfajta. Általában a szárazföldi felületek felett alakul ki, amikor a földfelszín kisugárzása következtében a talaj feletti légréteg a harmatpont alá hűl. Derült, hűvös éjszakákon alakul ki. Kialakulásának feltétele a gyenge légmozgás. Rendszerint vékony, néha a felszínen található tárgyak, például fák, tornyok kilátszanak belőle.
Mocsarak és ingoványok fölött még nyáron is keletkezik köd derült, csendes éjjeleken. Eredete azzal magyarázható, hogy a melegebb víz felett a levegő párában dúsabb, mint a környezetében, és csekélyebb lehűlés is elegendő a pára részbeni kicsapódásához.
A páraködök a sarkvidéki tengerek fölött télen gyakoriak, mert a környező kontinensekről vagy jégmezőkről erősen lehűlt levegő áramlik a meleg vízfelszín fölé. Az ottani páraködöket arktikus füstnek is nevezik.
A nagyvárosok gyakoribb ködképződésének egyik oka az ipartelepek folytán a levegőbe kerülő sok szennyező alkotórész, por, füst, korom, hamu. Ezek a kis finom eloszlású, szilárd részecskék, sokáig tudnak a levegőben lebegni, és a vízgőz kicsapódását igen megkönnyítik. Ezek a kicsapódást elősegítő apró szemecskék / szemcsék a kondenzációs magvak.

### Áramló vagy frontális köd
Az áramló, vagy frontális köd kialakulásánál két különböző hőmérsékletű, csaknem telített levegőfajta keveredik: a hideg, telítéshez közel álló levegőbe felülről melegebb vízcseppek hullanak. A meleg cseppek növelik a gőznyomást, párolgásuk hőt von el, ezért a hideg levegő harmatpontjáig le tudnak hűlni.
Meleg légköri frontok áramlásakor nagy páratartamú meleg levegő kerül a hideg felszín fölé, és telítetté válik. A levegő páratartamának egy része ilyenkor kicsapódik és ekkor hatalmas ködtakaróvá alakul. Ez a köd akár több héten át is megülheti a tájat. A téli időszakban igen gyakran alakul ki.
Erre a ködfajtára jellemzőek az Anglia feletti tartós ködök, innen ered a „ködös Albion” elnevezés. Ekkor a hideg szárazföld lehűti a fölé kerülő langyosabb légtömeget és létrehozza a 100–300 m magas és tartós ködréteget.

## Ködfelszakadás

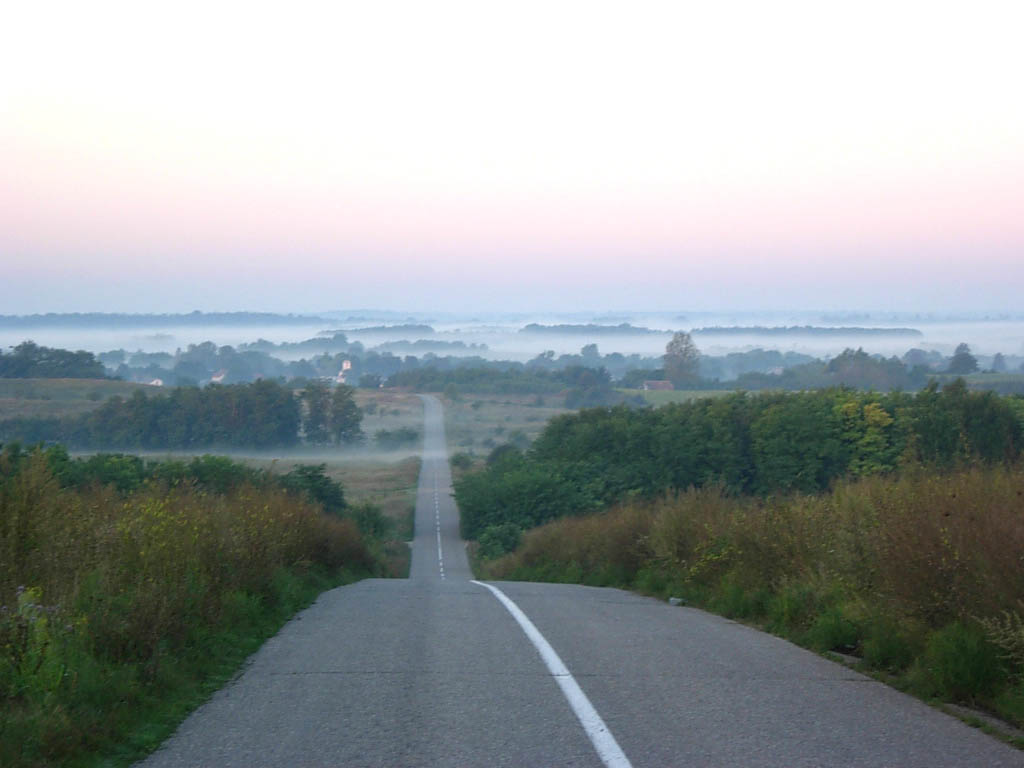
Ködös reggel a Delibláti-homokpusztán

A köd a Nap melegítő hatására, amint a felszínt melegíteni kezdi, el is oszlik. Hatására a levegő hőmérséklet is emelkedik, aminek következtében egyre több párát tud magába venni.
Sík felszínen a szelek rendszerint a ködöt eloszlatják.
A köd felszakadását, megszűnését a melegedésen kívül a lehűlés is megszüntetheti. A lehűlés hatására kicsapódott vízszemcsék megnagyobbodnak, nem tudnak lebegni a levegőben és visszahullnak a felszínre.

### Ködfeloszlatás
A köd a közlekedést lelassítja, sőt meg is béníthatja. Ilyenkor igény van a kialakult köd feloszlatására. Költségei miatt néhány jelentős helyen alkalmazzák, például repülőtereken.
Ilyen módszer a környezet hőmérsékletének emelése, például alsó fűtés, vagy sugárhajtású motorok álló helyzetben történő működtetése, amikor igen magas hőmérsékletű és rendkívül száraz levegőt, illetve gázt fújnak például a leszállópályák mellett.
Ha nem vastag a köd, például nyugvó köd esetében, elegendő a levegő áramlásának beindítása, és keverése. Ez akár ventilátorokkal, vagy akár helikopterek működtetésével valósítható meg.
A felhőoszlatáshoz hasonlóan vegyi folyamatokkal is meg lehet indítani a köd cseppjeinek magvasításával és kiválásának beindításával.

## A világ legködösebb területei
A világ legködösebb helye a világóceán részét képező Grand Banks, a kanadai Új-Fundland szigete mellett. A köd gyakori ott, mivel a Grand Banks a dél felé áramló, környezetéhez képest egyre hidegebb Labrador-áramlás és a délről érkező, sokkal melegebb Golf-áramlat találkozóhelye. A legködösebb szárazföldi terület a kaliforniai Point Reyes és az újfundlandi Argentia település. Az egy évre jutó ködös napok száma mindkettőnél meghaladja a 200-at. Összehasonlításképpen: Magyarországon a ködös napok száma évi 20-100 között változik.

## Ködgyűjtés
Kevéssé csapadékos, de gyakorta ködös területeken bionikai módszerekkel tervezett ködcsapdákkal gyűjtenek vizet emberi fogyasztásra.